# Placeta de Sant Miquel
Placeta de Sant Miquel és una plaça de forma irregular del barri de Gràcia de Barcelona en un entrant del carrer de la Riera de Sant Miquel, i accessible pel carrer de Luís Antúnez, el carrer de Vic i el carrer del Pou de la Riera.
El nom de la plaça s'ha mantingut pràcticament inalterat al llarg del temps, a diferència d'altres places de la Vila. L'única excepció va ser entre els anys 1936 i 1939, durant la Segona República Espanyola, període en el qual va portar el nom de Joan Bardina i Castarà.
Es desconeix l'origen del nom de la plaça, perquè no hi ha constància historiogràfica que hi hagués cap església o capella a l'entorn vinculada a Sant Miquel. Tanmateix, diversos investigadors locals han teoritzat que l'antic cementiri dels terrenys, desmantellat el 1820, tingués una capella dedicada a Sant Miquel.

## Descripció
Es tracta d'una plaça de forma trapezoidal, singular per no contenir cap edifici numerat propi. Els edificis que la delimiten es consideren part dels carrers adjacents: riera de Sant Miquel, Luís Antúnez, Vic i Pou del a Rirera. Entre ells hi destaquen dos equipaments de titularitat pública que són Institut Vila de Gràcia i l'Escola Josep Maria Jujol. L'arbrat està format per deu exemplars de mèlia comuna, vuit de troana i cinc xicrandes.
Respecte a la circulació de vehicles motoritzats, aquesta està limitada exclusivament al carrer de la Riera de Sant Miquel. Des de mitjan dècada de 2010, aquest carrer opera com a via de sentit únic de baixada, configurat amb una plataforma única per a prioritzar els trajectes a peu.

## Història
El procés d'urbanització de la plaça va començar l'any 1802, dins el projecte de parcel·lació dels terrenys que comprenien el carrer Gran de Gràcia, la Travessera de Gràcia, el carrer de Sant Miquel (actualment, Vic) i el passatge de Sant Bàrbara (actualment, Esparraguera). Aquest projecte, impulsat per la propietària Rosa Castelló i Galvany, va patir diverses modificacions al llarg dels anys, ja que era el primer procés d'aquesta mena que es realitzava a Gràcia i no existia encara una normativa específica, la qual sí que es va aplicar en processos de parcel·lació posteriors. Es creu que la materialització de la plaça es podria haver allargat fins a l'any 1888, moment en què es va obrir l'accés del carrer Lluís Antúnez, que desemboca a la plaça.